# Michael Reschke

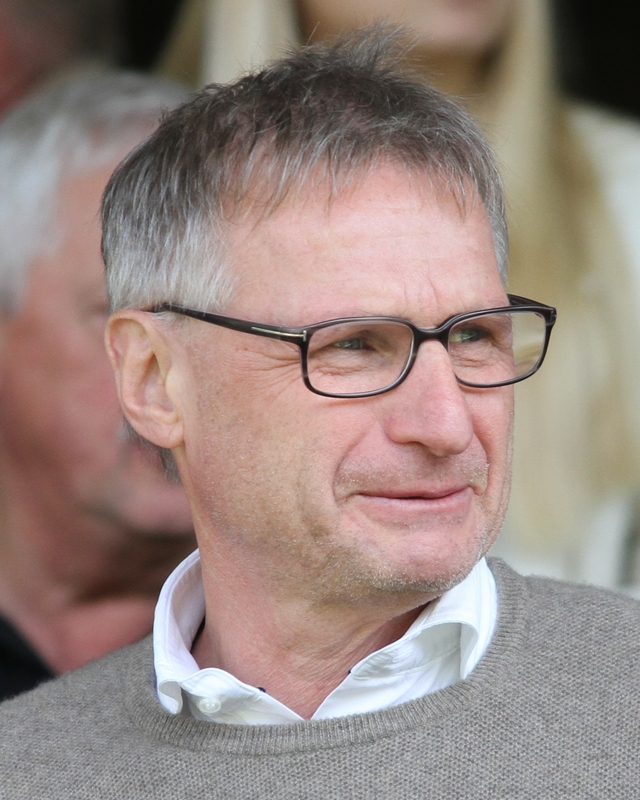
Michael Reschke (2017)

Michael Reschke (* 29. September 1957 in Frechen) ist ein deutscher Fußballfunktionär.

## Karriere
Reschke studierte an der Deutschen Sporthochschule Köln. Von 1979 bis 1998 war er Trainer der U-19- und der U-17-Mannschaften von Bayer 04 Leverkusen. 1985 führte er die U 19 zur Vizemeisterschaft und 1986 zur Deutschen Meisterschaft. 1996 wurde er nochmals Vize-Meister, ehe er von 1998 bis 2004 als Nachwuchsleiter bei Bayer 04 Leverkusen arbeitete.
Im Jahr 2004 wurde er als Nachfolger von Reiner Calmund Manager bei Bayer 04 Leverkusen und war in dieser Funktion unter anderem an den Transfers von Bernd Leno, Stefan Kießling, Simon Rolfes, André Schürrle und Arturo Vidal beteiligt. Reschkes Nachfolger als Manager bei Bayer 04 Leverkusen wurde Jonas Boldt, der zuvor die Scouting-Abteilung des Clubs geleitet hatte.
Zur Bundesligasaison 2014/15 übernahm Reschke beim FC Bayern München den neu geschaffenen Posten des Technischen Direktors.
Am 5. August 2017 löste Reschke seinen Vertrag beim FC Bayern München auf und einigte sich mit dem VfB Stuttgart auf einen Dreijahresvertrag als Sportvorstand, der ab 11. August 2017 lief. In der ersten Saison mit Reschke als Sportvorstand gelang es dem wiederaufgestiegenen VfB, sich in der ersten Liga zu halten. Nach sportlichen Misserfolgen in der Bundesligasaison 2018/19 und dem Abrutschen der Stuttgarter auf Platz 16 wurde Reschke im Februar 2019 abberufen und durch Thomas Hitzlsperger ersetzt.
Zur Bundesligasaison 2019/20 übernahm Reschke den neu geschaffenen Posten des Technischen Direktors beim FC Schalke 04. Er trat den neuen Job zum 1. Juni 2019 an. Als Technischer Direktor war er für die Neustrukturierung der Scouting-Abteilung und die Kaderplanung zuständig. Ende November 2020 trennte sich der zu jener Zeit nach über 24 sieglosen Bundesligaspielen in Serie auf dem 18. Platz befindliche Verein von Reschke. Als Begründung wurde angegeben, er habe am Ende der Transferperiode ohne Wissen von Verein und Spieler mit Hertha BSC über den Verkauf des Kapitäns Omar Mascarell verhandelt. Zudem wurde er als mitverantwortlich für die sportliche Misere des Vereins angesehen.
Nach seinem Abschied auf Schalke wurde er Direktor bei der englischen Berateragentur Stellar Football, die unter anderen Eduardo Camavinga betreut.

## Trivia
Während der Saison 2017/18 in Stuttgart pflegte Reschke das Ritual, in der 76. Spielminute seinen Platz auf der Tribüne aufzugeben und auf die Ersatzbank zu Trainer Tayfun Korkut zu wechseln.
Im September 2018 schlug Reschke in der Fernsehsendung Wontorra – der Fußball-Talk die innovative Idee vor, Play-offs für die Bundesliga einzuführen. Hierfür wurde er von seinem ehemaligen Präsidenten Uli Hoeneß während einer denkwürdigen Pressekonferenz im Oktober 2018 kritisiert und „der schlaue Herr Reschke“ genannt. Reschke erklärte, er habe nichts gefordert, sondern lediglich angeregt, über einen Gedanken zu diskutieren und fügte an, schlau zu sein sei „nicht das Schlechteste“.